# Liste der Bodendenkmale in Meißen
In der Liste der Bodendenkmale in Meißen sind die Bodendenkmale der Gemeinde Meißen und ihrer Ortsteile nach dem Stand der Auflistung von Harald Quietzsch und Heinz Jacob aus dem Jahr 1982 aufgelistet. Eventuelle Änderungen und Ergänzungen, insbesondere aus der Zeit nach der Wende, sind nicht berücksichtigt, da für Sachsen aktuell keine neueren allgemein zugänglichen Bodendenkmallisten vorliegen. Die Baudenkmale sind in der Liste der Kulturdenkmale in Meißen aufgeführt.
| Denkmal-ID | Fundart            | Ortsteil      | Bezeichnung              | Zeitstellung    | Lage | Bemerkungen | Bild |
| ---------- | ------------------ | ------------- | ------------------------ | --------------- | --- | --- | ---- |
| ?          | Befestigung > Burg | Klosterhäuser | Wehranlage „Schlossberg“ | Mittelalter     | nordwestlich über dem Ort, südwestlich des Keilbuschs, Geländesporn nordöstlich über der Schlossmühle und dem Jahnabach | Turmhügel in Spornlage mit Doppelgraben und Abschnittsbefestigung, Schutz seit 1936, erneuert 9. Oktober 1957           |      |
| ?          | Befestigung > Burg | Korbitz       | Wallanlage „Hohe Eifer“  | Bronzezeit      | südsüdöstlich des Orts, ostnordöstlich von Dobritz, Hochplateau über dem Triebischtal                                   | Breitgelagertes Spornplateau mit Ringbefestigung, Schutz seit 9. Mai 1938, erneuert 9. Oktober 1957                     |      |
| ?          | Befestigung > Burg | Meißen        | Wehranlage „Burgberg“    | Mittelalter     | nördlicher Ortsrand, Geländesporn über dem Meisa- und Elbtal                                                            | Befestigtes Hochplateau, durch spätere Überbauung (Albrechtsburg) verändert, Schutz seit 1937, erneuert 9. Oktober 1957 |      |
| ?          | besonderer Stein   | Meißen        | Steinkreuz               | Spätmittelalter | im Ort, im Hof des Franziskanerklosters                                                                                 | Schutz seit 20. Dezember 1972                                                                                           |      |
| ?          | besonderer Stein   | Meißen        | Steinkreuz               | Spätmittelalter | nördliche Altstadt, auf dem Burgberg, nördlich des Burgtors vor der östlichen Mauer                                     | Schutz seit 20. Dezember 1972                                                                                           |      |
| ?          | besonderer Stein   | Meißen        | Steinkreuz               | Spätmittelalter | nördliche Altstadt, südlich vor der Burgbrücke, Freiheit 2                                                              | Schutz seit 20. Dezember 1972                                                                                           |      |